# Gayophytum humile
Gayophytum humile là một loài thực vật có hoa trong họ Anh thảo chiều. Loài này được Juss. mô tả khoa học đầu tiên năm 1832.